# Motore V12 Matra Sports

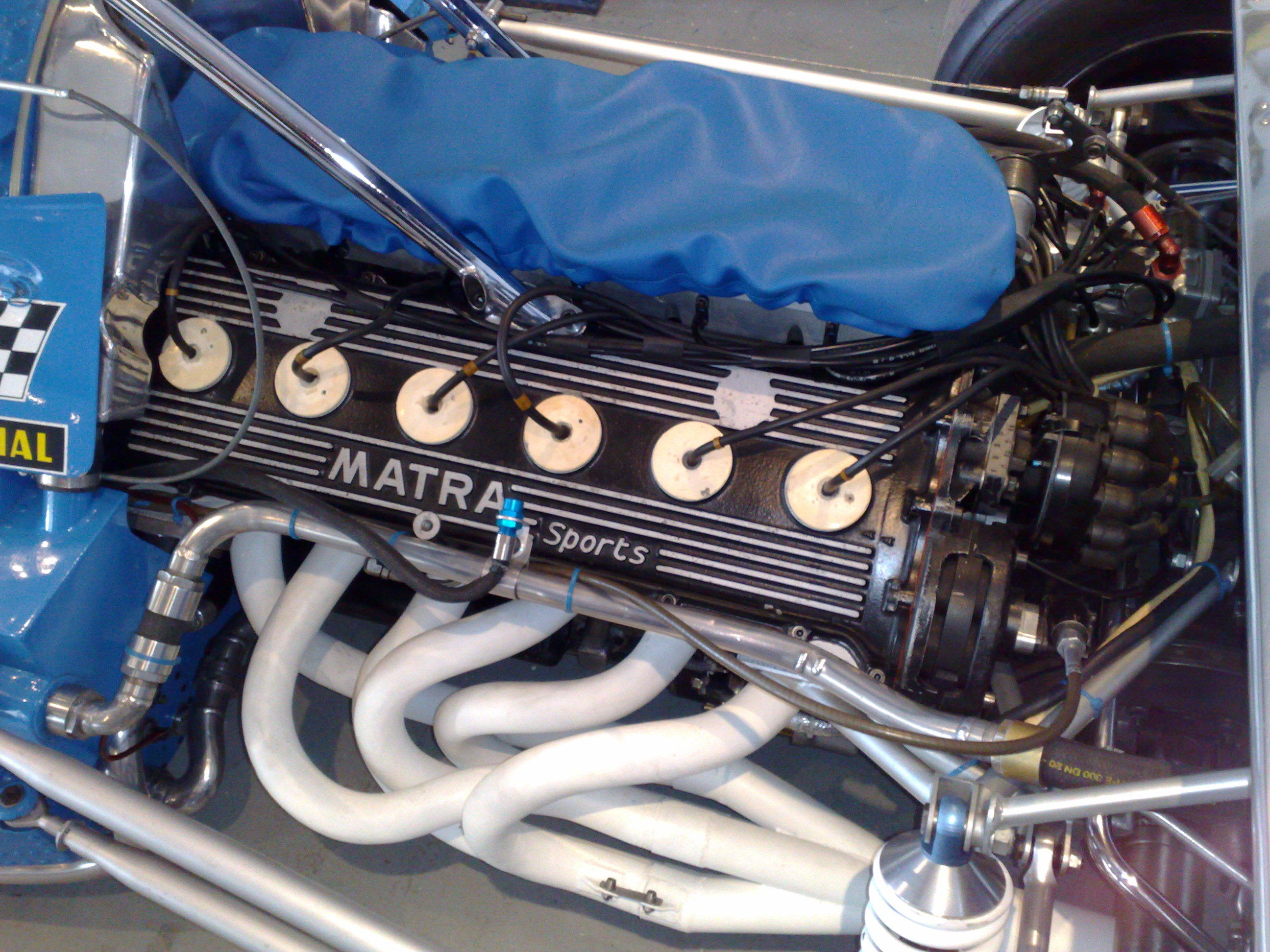
Un motore MS12, facente parte della famiglia dei V12 Matra da competizione

Il motore V12 Matra Sports è un motore automobilistico a combustione interna destinato alle competizioni automobilistiche e in particolare alla Formula 1 ed alle competizioni delle Sport Prototipo. Fu prodotto in più varianti dalla Casa automobilistica francese Matra tra il 1968 ed il 1982.

## Storia
Questo motore fu concepito dall'ingegner Georges Martin, già autore della famiglia di motori Poissy realizzati per la SIMCA. Martin giunse alla Matra alla fine del 1966 grazie a Philippe Guédon (in seguito divenuto presidente della Matra), suo vecchio collega alla Simca, ma senza sapere cosa la Matra si aspettava da lui. Fu infatti l'originario patron della Matra, Jean-Luc Lagardère, ad annunciare a Martin il suo primo incarico, ossia quello di progettare e realizzare un motore di Formula 1 in grado di sviluppare una potenza specifica di 150 CV/litro. Lo sviluppo definitivo del progetto di Martin fu affidato alla Moteur Moderne, una piccola azienda che si occupa della costruzione di motori su commissione.

## Caratteristiche
Il risultato fu un motore termico a quattro tempi alimentato a benzina dotato di 12 cilindri a V con angolo di 60° tra le bancate, testate e monoblocco in lega di magnesio, canne riportate in ghisa, raffreddamento ad acqua, distribuzione bialbero in testa, 4 valvole per cilindro ed albero a gomiti su 7 supporti di banco.
Il V12 Matra fu declinato nel corso degli anni in una nutrita serie di varianti, ma tutte conservarono le stesse caratteristiche di cui sopra, più i valori di cilindrata (2993 cm³) e di alesaggio e corsa (79.7 x 50.0 mm). Come in alcuni altri V12 sportivi dell'epoca (tra cui il V12 BRM), gli assi a camme sono molto ravvicinati fra loro e le valvole sono inclinate fra loro di 56°. Durante la progettazione si è curata molto la fluidodinamica e per questo è stato curato il disegno dei condotti di aspirazione e scarico. L'utilizzo della lega di magnesio permise di ottenere una struttura leggera e allo stesso scopo furono utilizzate bielle in titanio. Tuttavia i primi prototipi di tale motore furono realizzati in lega di alluminio ed erogavano una potenza massima di 370 CV. In seguito ad alcuni perfezionamenti, e al definitivo utilizzo del magnesio, la potenza fu portata a 395 CV, guadagnando anche sul piano dell'affidabilità.

## Carriera sportiva

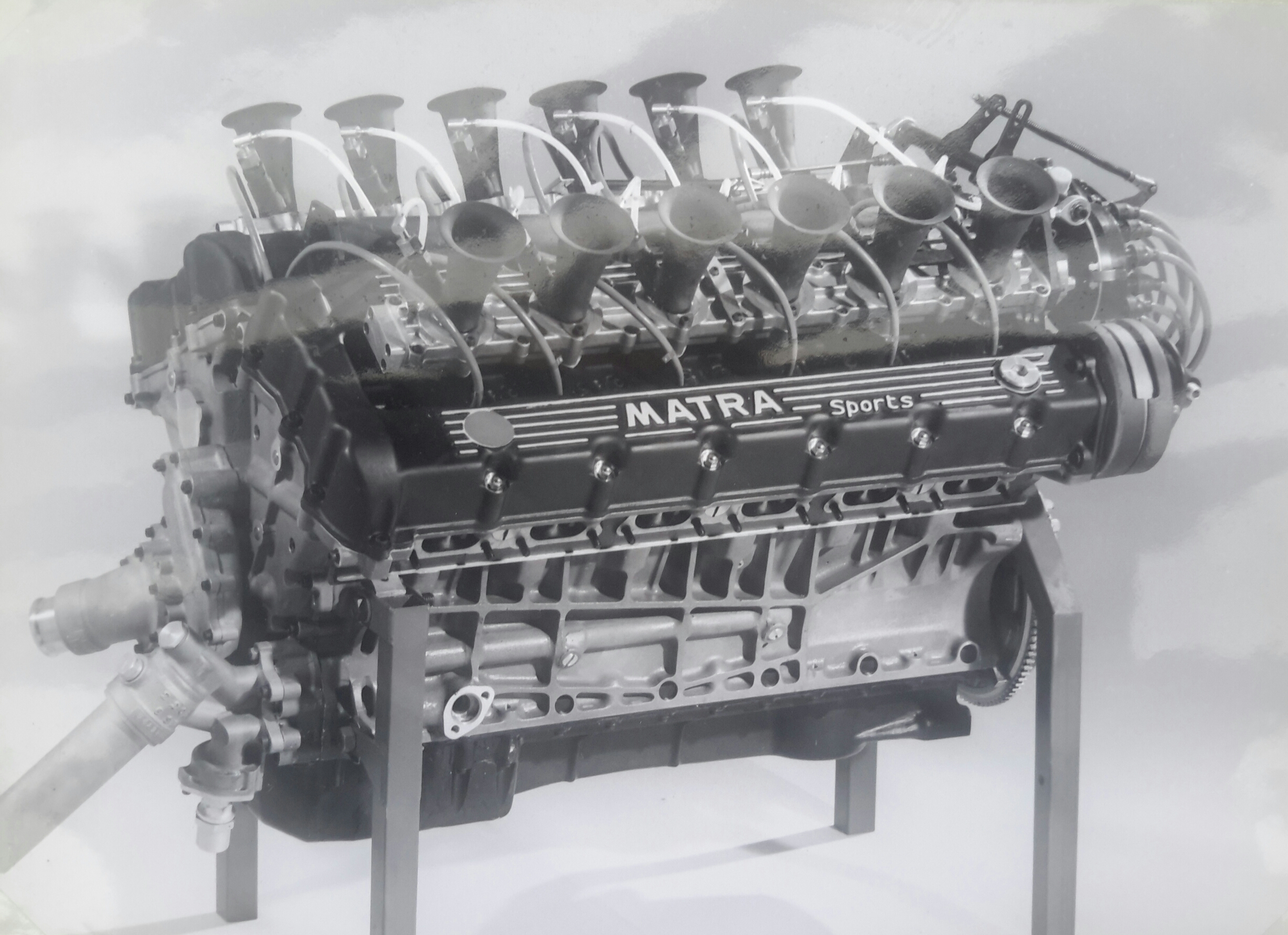
Vista del primo motore V12 Matra, siglato MS9

Il primo V12 Matra da Formula 1 fu il capostipite di una famiglia di motori progettati per la massima serie automobilistica, sebbene poco dopo l'avvio del progetto si valutò seriamente (e di atto si approvò) anche il suo futuro impiego nelle corse di endurance riservate alle Sport Prototipo. Gli inizi furono tutt'altro che incoraggianti: il primo V12 fu siglato MS9 ed esordì il 26 maggio 1968 al Gran Premio di Monaco, dove però la Matra di Jean-Pierre Beltoise dovette ritirarsi per guasto tecnico e giunse solo al nono posto al termine della stagione, mentre la Matra con motore V8 Ford Cosworth DFV pilotata da Jackie Stewart raggiunse il secondo posto. Nello stesso giorno, il motore fece il suo debutto anche alla 1000 km di Spa, ad equipaggiare la MS630, che però dovette ritirarsi per un guasto. Andò inizialmente meglio alla 24 Ore di Le Mans, dove la vettura pilotata da Henri Pescarolo riuscì a raggiungere il secondo posto prima di ritirarsi però anch'esso per problemi tecnici.
I risultati di maggior rilievo ottenuti dalle vetture che nel corso degli anni usufruirono di questo motore si ebbero negli anni 1973 e 1974, quando la Matra MS670 si aggiudicò i due rispettivi Mondiali Sport Prototipi. Nel frattempo il motore subì continue evoluzioni ed aggiornamenti, raggiungendo potenze di 420, 500 ed anche 535 CV. Dalla metà degli anni '70, la Matra lasciò le competizioni come costruttore, ma rimase presente in tale ambito come fornitrice di motori. Fu così che i V12 Matra finirono ad equipaggiare vetture come la sfortunata Shadow DN7 o alcune monoposto Ligier, prima fra tutte la JS5.

## Principali risultati sportivi
Di seguito vengono riepilogati i principali risultati sportivi ottenuti dalle vetture di Formula 1 e del Campionato Sport Prototipi che sono state equipaggiate con il V12 Matra nel corso degli anni:
| Anno | Evento                        | Scuderia                 | Vettura        | Motore  | Potenza CV/rpm | Pilota               | Posizione         |
| 1968 | Gran Premio d'Olanda di F.1   | Matra Sports             | Matra MS11     | MS68    | 395/10.500     | Jean-Pierre Beltoise | 2°                |
| 1968 | 24 Ore di Le Mans             | Matra Sports             | Matra MS630    | MS9     | 390/10.500     | Henri Pescarolo      | 2° (poi ritirato) |
| 1970 | Gran Premio del Belgio di F.1 | Equipe Matra-Elf         | Matra MS120    | MS12    | 420/11.000     | Jean-Pierre Beltoise | 3°                |
| 1970 | Gran Premio d'Italia di F.1   | Equipe Matra-Elf         | Matra MS120    | MS12    | 420/11.000     | Jean-Pierre Beltoise | 3°                |
| 1972 | 24 Ore di Le Mans             | Equipe Matra-Simca Shell | Matra MS670    | MS12    | 435/11.000     | Pescarolo-Hill       | 1°                |
| 1972 | 24 Ore di Le Mans             | Equipe Matra-Simca Shell | Matra MS670    | MS12    | 435/11.000     | Cevert-Ganley        | 2°                |
| 1973 | 6 Ore di Vallelunga1          | Equipe Matra-Simca       | Matra MS670B   | MS12    | 450/10.500     | Pescarolo-Larrousse  | 1°                |
| 1973 | 1000 km di Digione1           | Equipe Matra-Simca       | Matra MS670B   | MS12    | 450/10.500     | Pescarolo-Larrousse  | 1°                |
| 1973 | 1000 km di Zeltweg1           | Equipe Matra-Simca       | Matra MS670B   | MS12    | 450/10.500     | Pescarolo-Larrousse  | 1°                |
| 1973 | 6 Ore di Watkins Glen1        | Equipe Matra-Simca       | Matra MS670B   | MS12    | 450/10.500     | Pescarolo-Larrousse  | 1°                |
| 1974 | 1000 km di Spa2               | Equipe Gitanes           | Matra MS670C   | MS12/73 | 490/11.500     | Jarier-Ickx          | 1°                |
| 1974 | 1000 km del Nürburgring2      | Equipe Gitanes           | Matra MS670C   | MS12/73 | 490/11.500     | Jarier-Beltoise      | 1°                |
| 1974 | 1000 km di Imola2             | Equipe Gitanes           | Matra MS670B/C | MS12/73 | 490/11.500     | Pescarolo-Larrousse  | 1°                |
| 1974 | 24 Ore di Le Mans2            | Equipe Gitanes           | Matra MS670B   | MS12/73 | 450/10.500     | Pescarolo-Larrousse  | 1°                |
| 1974 | 1000 km di Zeltweg2           | Equipe Gitanes           | Matra MS670B/C | MS12/73 | 490/11.500     | Pescarolo-Larrousse  | 1°                |
| 1974 | 6 Ore di Watkins Glen2        | Equipe Gitanes           | Matra MS670C   | MS12/73 | 490/11.500     | Jarier-Beltoise      | 1°                |
| 1974 | 1000 km di Le Castellet2      | Equipe Gitanes           | Matra MS670C   | MS12/73 | 490/11.500     | Jarier-Beltoise      | 1°                |
| 1974 | 1000 km di Brands Hatch2      | Equipe Gitanes           | Matra MS670C   | MS12/73 | 490/11.500     | Jarier-Beltoise      | 1°                |
| 1974 | 6 Ore di Kyalami2             | Equipe Gitanes           | Matra MS670B/C | MS12/73 | 490/11.500     | Pescarolo-Larrousse  | 1°                |
| 1976 | Gran Premio d'Italia          | Ligier Gitanes           | Ligier JS5     | MS76    | 500/11.600     | Jacques Laffite      | 3°                |
| 1977 | Gran Premio di Svezia         | Ligier Gitanes           | Ligier JS7     | MS76    | 520/12.300     | Jacques Laffite      | 1°                |
| 1977 | Gran Premio d'Olanda          | Ligier Gitanes           | Ligier JS7     | MS76    | 520/12.300     | Jacques Laffite      | 2°                |
| 1978 | Gran Premio di Spagna         | Ligier Gitanes           | Ligier JS9     | MS78    | 520/12.300     | Jacques Laffite      | 3°                |
| 1978 | Gran Premio di Germania       | Ligier Gitanes           | Ligier JS9     | MS78    | 520/12.300     | Jacques Laffite      | 3°                |
| 1981 | Gran Premio d'Austria         | Ligier                   | Ligier JS17    | MS81    | 535/13.200     | Jacques Laffite      | 1°                |
| 1981 | Gran Premio del Canada        | Ligier                   | Ligier JS17    | MS81    | 535/13.200     | Jacques Laffite      | 1°                |
| 1982 | Gran Premio del Belgio        | Talbot-Gitanes           | Ligier JS17    | MS81    | 535/13.200     | Eddie Cheever        | 3°                |
| 1982 | Gran Premio degli Stati Uniti | Talbot-Gitanes           | Ligier JS17    | MS81    | 535/13.200     | Eddie Cheever        | 2°                |
| 1982 | Gran Premio d'Austria         | Talbot-Gitanes           | Ligier JS17    | MS81    | 535/13.200     | Jacques Laffite      | 3°                |
| Note: 1Valevole per il Campionato Sport Prototipi 1973, al termine del quale la Matra sarà la vincitrice assoluta 2Valevole per il Campionato Sport Prototipi 1974, al termine del quale la Matra sarà la vincitrice assoluta |                               |                          |                |         |                |                      |                   |